# Філіпе Олівейра
Філіпе Віласа Олівейра (порт. Filipe Vilaça Oliveira, нар. 27 травня 1984, Брага, Португалія) — португальський футболіст, що грав на позиції півзахисника.
Виступав, зокрема, за клуби «Челсі» та «Відеотон», а також молодіжну збірну Португалії.
Чемпіон Англії та Угорщини. 

## Клубна кар'єра
Народився 27 травня 1984 року в місті Брага. Вихованець футбольної школи клубу «Брага». Ще будучи підлітком, бум придбаний лондонським «Челсі», де згодом і дебютував у дорослому футболі. У сезоні 2004—2005 на місяць відправлявся в оренду в «Престон Норт-Енд», проте останній матч у сезоні провів за «Челсі», ставши чемпіоном Англії.
Згодом з 2005 по 2011 рік грав у складі команд «Престон Норт-Енд», «Челсі», «Марітіму», «Лейшойнш», «Брага», «Парма», «Торіно» та «Парма».
2011 року перейшов до складу «Відеотон», де провів шість сезонів своєї ігрової кар'єри. 2015 року став чемпіоном Угорщини у складі команди.
Протягом 2017 року захищав кольори клубу «Анортосіс».
Завершив ігрову кар'єру у команді «Сепсі ОСК», за яку виступав протягом 2018 року.

## Виступи за збірні
2003 року дебютував у складі юнацької збірної Португалії (U-15), загалом на юнацькому рівні взяв участь у 33 іграх, відзначившись 9 забитими голами.
Протягом 2003–2007 років залучався до складу молодіжної збірної Португалії. На молодіжному рівні зіграв у 23 офіційних матчах, забив 6 голів.
З 2006 по 2007 рік захищав кольори олімпійської збірної Португалії. У складі цієї команди провів 2 матчі.

## Титули і досягнення
- Чемпіон Англії (1):

«Челсі»: 2004—2005
- Чемпіон Угорщини (1):

«Відеотон»: 2014—2015
- Володар Кубка ліги Угорщини (1):

«Відеотон»: 2011—2012